# Železniční trať Kaspičan – Todor Ikonomovo
Železniční trať Kaspičan – Todor Ikonomovo je bývalá železniční trať, která se nacházela v severovýchodním Bulharsku. V síti bulharských železnic měla číslo 92. Původně šlo o úzkorozchodnou trať s rozchodem 600 mm, která byla později zčásti přestavěna na normální rozchod a je používána jako manipulační kolej.

## Trať

### Vedení
Úzkorozchodná železniční trať sledovala do vesnice Cărkvica koryto řeky Kriva. Za touto vsí následoval nejprudší úsek k vesnicí Chărsovo, ve kterém stoupala úbočím náhorní plošiny Stana. Na konci stoupání byla vybudována zastávka Mogila. Za Chărsovem pokračovala trať po relativně rovném terénu Ludogorské plošiny do vesnice Ružica, kde se rozdělovala ke vsím Kaolinovo a Todor Ikonomovo.
Obnovená trať normálního rozchodu sledovala víceméně původní trasu do Nového Pazaru, ale s většími poloměry oblouků.

### Parametry
Maximální povolená rychlost na úzkokolejce byla 15 km/h, pouze v úseku Cărkvica–Chărsovo byla 20 km/h.

### Technická infrastruktura
Na trati byl v km 1,250 vybudován železobetonový most o délce 34,70 m přes jednu z ulic v Novém Pazaru a v intravilánu města byl také nechráněný železniční přejezd v km 5,090.

## Provoz
Úsek je provozován jako manipulační kolej stanice Kaspičan v délce 4,8 km.

## Dějiny
Trať byla postavena armádou během první světové války směrem k dobrudžské frontě. Její stavbu si vyžádala potřeba rychlého transportu vojenských jednotek, munice, zbraní a potravin na frontovou linii, což zvířecí potahy nedokázaly. Cílem bylo dosáhnout Silistry. Vznikla ve dvou hlavních etapách. V roce 1916 byl postaven úsek mezi Kaspičanem a Chărsovem (31,6 km). V roce 1917 byl zprovozněn úsek Chărsovo – Seid Alifak (30,3 km). Nicméně v důsledku historických událostí ji nebylo možno postavit do plánovaného cíle, který zůstal po smlouvě z Neuilly v Rumunsku spolu s již postaveným úsekem dlouhým 5,3 km. V roce 1920 předala armáda trať bulharským železnicím, které zahájily provoz do konečné stanice u hranice s Rumunskem pojmenované Krajna u vesnice Todor Ikonomovo. Od roku 1935 byly uskutečňován záměr postavit odbočku do vesnice Kaolinovo. Odbočka v délce 10,7 km byla zprovozněna v roce 1939, přičemž stanice Ružica byla přesunuta zhruba 2,5 km dále od vesnice.
Pro údržbu lokomotiv provozovaných na trati bylo vybudováno lokomotivní depo v Kaspičanu. Lokomotivy byly řady 40060 a jejich počet se měnil podle intenzity dopravy na trati (cca 10 až 12 kusů).
Trať sloužila především pro přepravu nákladu (zejména kaolinu) a cestujících. Přeprava byla realizována ve smíšených vlacích (osobní i nákladní vozy byly spřaženy do jednoho vlaku) nebo nákladních vlacích.
Politika uzavírání úzkorozchodných tratí, přijatá v 50. letech 20. století, se dotkla i této tratě. Kvůli nerentabilnosti byla koncem roku 1964 uzavřena a demontována.
Vzhledem k rostoucímu významu Nového Pazaru jako regionálního hospodářského centra bylo nutné jej napojit na trať normálního rozchodu 1435 mm a úzkokolejku přestavět. Délka rekonstruované trati, nově označované jako číslo 28, byla 6,25 km. Do provozu byla uvedena 4. července 1967. Později byla elektrizována. V roce 2002 byla pro pravidelný provoz uzavřena a trolej byla snesena.

## Galerie

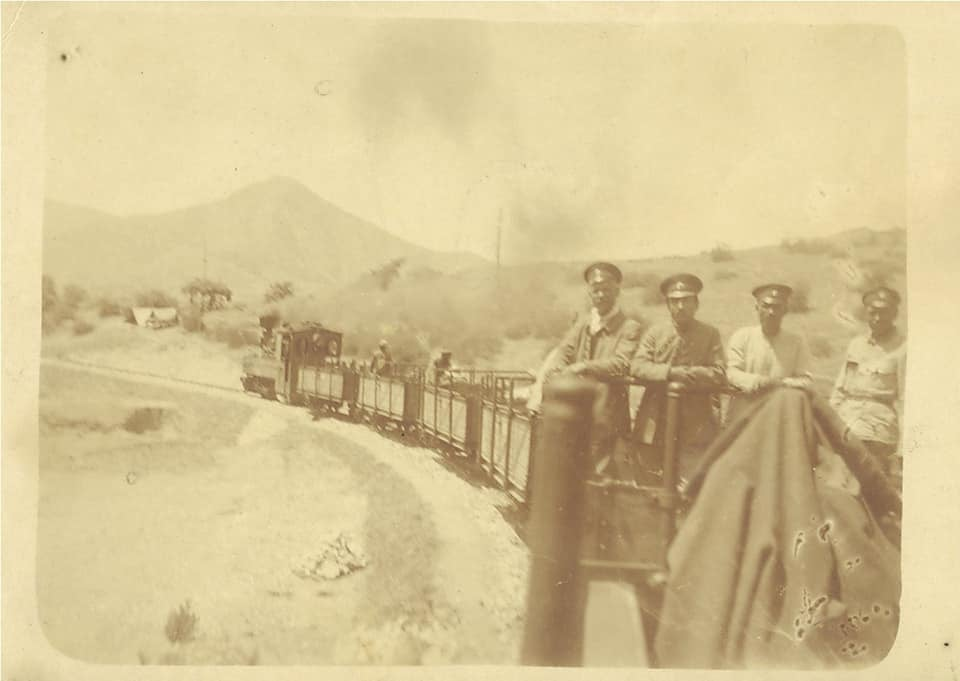
Vojenský vlak na trati za první světové války
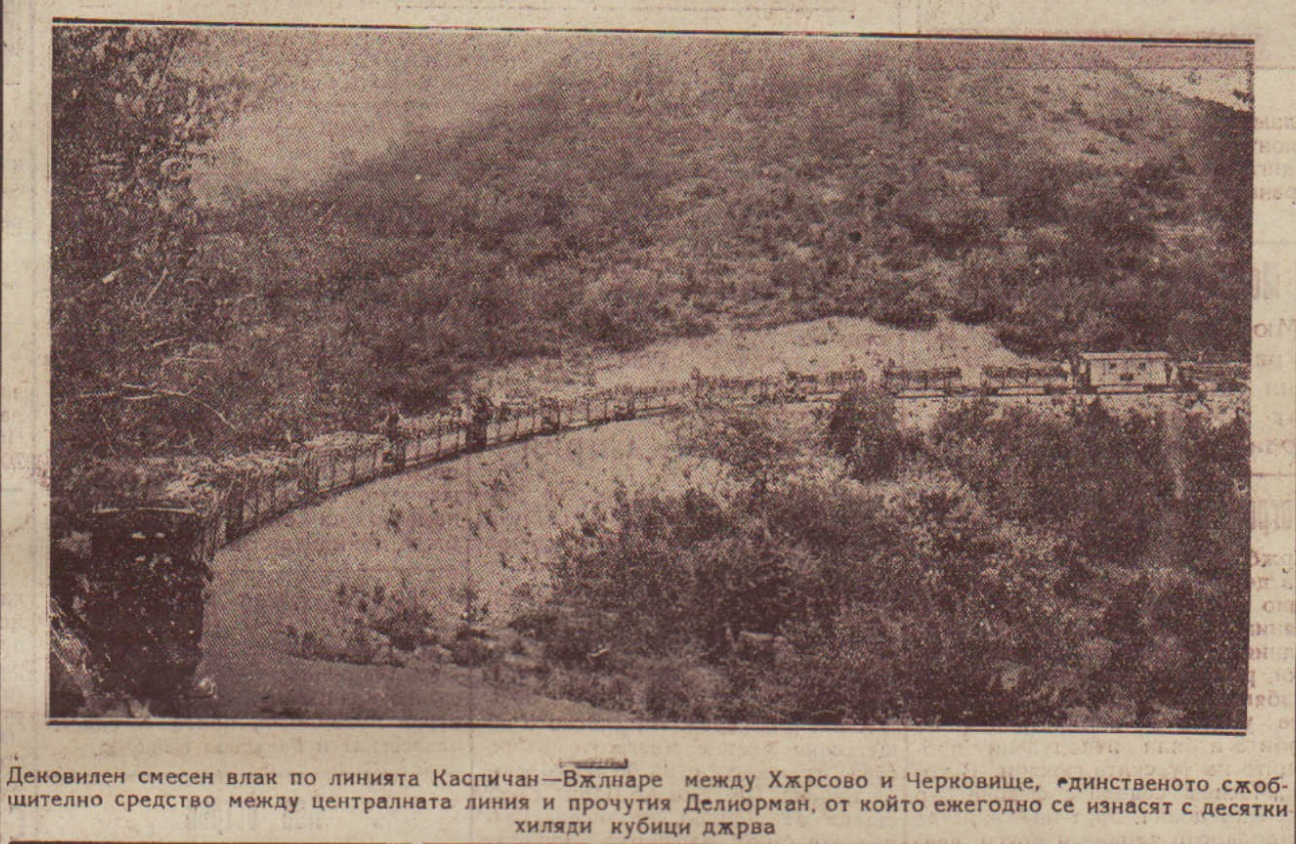
Smíšený vlak na trati mezi Cărkvicou a Chărsovem
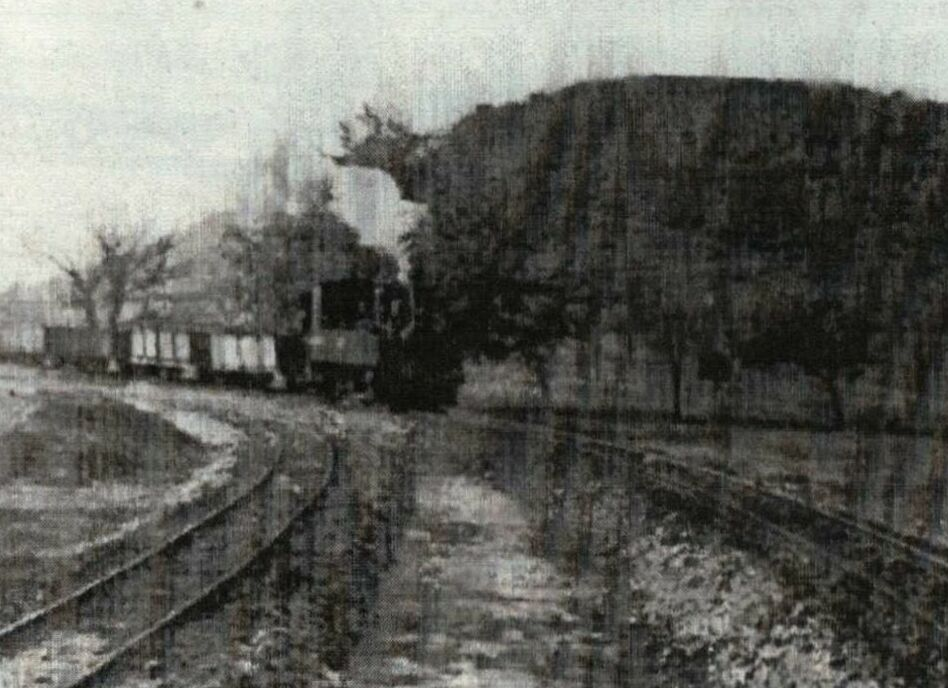
Nákladní vlak na trati, cca 1920
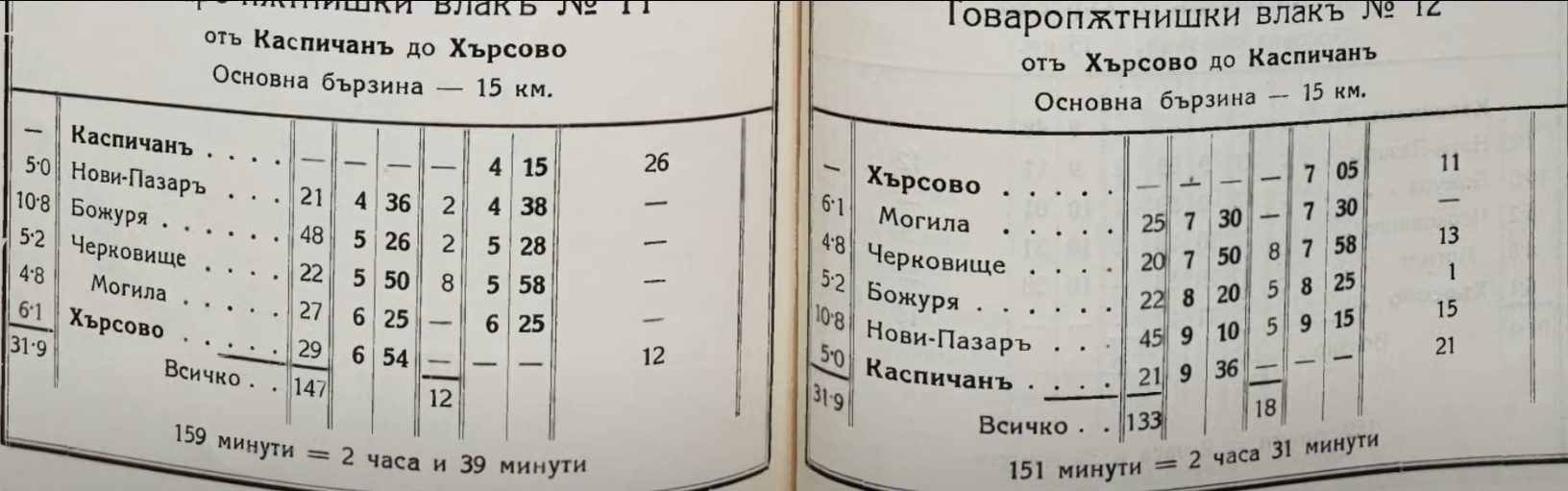
Traťový jízdní řád (všechny spoje jsou smíšené)